# Cal Traginer (Sora)
Cal Traginer és una masoveria en desús de Sora (Osona) inclosa a l'Inventari del Patrimoni Arquitectònic de Catalunya.

## Descripció
Casa de petites dimensions, de planta rectangular i teulat a doble vessant. Els murs estan construïts amb pedres i parament de fang, en alguns dels llocs en força mal estat. Sobre de la porta d'entrada hi ha una llinda amb la data de la construcció: 1790 i sobre d'aquesta hi ha una placa de fang on es llegeix reformat 1887.

## Història
Apareix documentada a partir del cens d'habitants enviat a Joan Montserrat Rocafiguera a l'ardiaca de Vic l'any 1626 com una de les casetes de "casa i hort".